# Kate Marvel
Kate Marvel (...) è una climatologa e scrittrice scientifica statunitense con sede a New York. È una scienziata senior presso Project Drawdown ed è stata in precedenza ricercatrice associata presso il Goddard Institute for Space Studies della NASA e presso il Dipartimento di fisica applicata e matematica della Columbia Engineering.

## Biografia
Marvel ha frequentato l'Università della California a Berkeley, dove ha conseguito la laurea in fisica e astronomia nel 2003. Ha conseguito il dottorato di ricerca nel 2008 in fisica teorica presso l'Università di Cambridge come Gates Scholar e membro del Trinity College. Dopo il dottorato, ha spostato la sua attenzione sulla scienza del clima e sull'energia come ricercatrice post-dottorato presso il Centro per la sicurezza e la cooperazione internazionale dell'Università di Stanford e presso la Carnegie Institution for Science nel Dipartimento di ecologia globale. Ha continuato quel percorso come ricercatrice post-dottorato presso il Lawrence Livermore National Laboratory prima di unirsi alla facoltà di ricerca presso il Goddard Institute for Space Studies della NASA e la Columbia University. La Marvel ha lasciato il Goddard Institute alla fine del 2022.

## Ricerca
L'attuale ricerca della Marvel si concentra sulla modellazione climatica per prevedere meglio quanto aumenterà la temperatura della Terra in futuro. Questo lavoro ha portato la Marvel a studiare gli effetti della copertura nuvolosa sulla modellazione dell'aumento delle temperature, che si è rivelata una variabile importante nei modelli climatici. Le nuvole possono svolgere un ruolo a doppio taglio nel mitigare o amplificare il tasso di riscaldamento globale. Da un lato, le nuvole riflettono l’energia solare nello spazio, servendo a raffreddare il pianeta; dall'altro, le nuvole possono intrappolare il calore del pianeta e irradiarlo nuovamente sulla superficie terrestre. Sebbene i modelli computerizzati abbiano difficoltà a simulare i modelli mutevoli della copertura nuvolosa, i dati satellitari migliorati possono iniziare a colmare le lacune.
La Marvel ha anche documentato i modelli mutevoli dell’umidità del suolo da campioni prelevati in tutto il mondo, combinandoli con modelli computerizzati e archivi di anelli degli alberi, per modellare gli effetti della produzione di gas serra sui modelli di siccità globale. In questo studio, pubblicato sulla rivista Nature nel maggio 2019, Marvel e i suoi colleghi sono stati in grado di distinguere il contributo degli esseri umani dagli effetti della variazione naturale del tempo e del clima. Nei dati hanno trovato tre fasi distinte di siccità: una chiara impronta umana sui livelli di siccità nella prima metà del XX secolo, seguita da una diminuzione della siccità dal 1950 al 1975, a sua volta seguita da un aumento finale livelli di siccità negli anni ’80 e oltre. La diminuzione della siccità avvenuta a metà secolo è correlata all’aumento delle emissioni di aerosol, che contribuiscono all’aumento dei livelli di smog che potrebbero aver impedito alla luce solare di raggiungere la Terra, alterando i modelli di riscaldamento. Il successivo aumento della siccità è correlato alla diminuzione dell’inquinamento atmosferico globale, avvenuta negli anni ’70 e ’80 a causa dell’approvazione di leggi come il Clean Air Act degli Stati Uniti, suggerendo che l’inquinamento da aerosol potrebbe aver avuto un effetto moderatore sulla siccità.
La Marvel ha anche studiato le limitazioni pratiche dell'energia rinnovabile come studiosa post-dottorato presso la Carnegie Institution for Science.  Alla conferenza TED del 2017, in seguito al discorso del teorico informatico Danny Hillis che proponeva strategie di geoingegneria per mitigare il riscaldamento globale, la Marvel ha invece dichiarato di credere che la geoingegneria possa causare più danni che benefici a lungo termine.

## Comunicatrice scientifica
Marvel è una comunicatrice scientifica i cui sforzi si concentrano sulla comunicazione sugli impatti del cambiamento climatico. È stata ospite di popolari programmi scientifici come StarTalk e BRIC Arts Media TV, parlando della sua esperienza nel cambiamento climatico e della necessità di agire sul clima. Ha anche parlato del suo percorso per diventare una scienziata per la serie di narrativa ispirata alla scienza, The Story Collider. La Marvel è apparsa anche sul palco principale di TED, tenendo un discorso alla conferenza TED del 2017 sull'effetto a doppio taglio che le nuvole possono avere sul riscaldamento globale.
Gli scritti della Marvel sono apparsi in On Being e Nautilus. Collaborava regolarmente con Scientific American con la sua rubrica "Hot Planet", lanciata nel giugno 2018 e terminata nel novembre 2020; la rubrica si concentrava sul cambiamento climatico, coprendo la scienza alla base del riscaldamento globale, le politiche e gli sforzi umani nella difesa. La Marvel ha contribuito a All We Can Save,  una raccolta di saggi scritti da donne coinvolte nel movimento per il clima.